# XVe gouvernement de la République (Espagne)
Seconde République espagnole
Chapaprieta II Portela II
Le XVe gouvernement de la République est le gouvernement de la République espagnole en fonction le 14 décembre 1935 au 30 décembre 1935.

## Composition
| Portefeuille                                                               | Titulaires | Titulaires                              | Parti |
| -------------------------------------------------------------------------- | ---------- | --------------------------------------- | ----- |
| Président du Conseil Ministre du Gouvernement                              |            | Manuel Portela Valladares               | sans  |
| Ministre d'État                                                            |            | José Martínez de Velasco                | PAE   |
| Ministre de l'Économie et des Finances                                     |            | Joaquín Chapaprieta                     | sans  |
| Ministre de la Guerre                                                      |            | Nicolás Molero                          | sans  |
| Ministre de la Justice, du Travail et de la Santé                          |            | Alfredo Martínez García-Argüelles       | DLR   |
| Ministre des Travaux publics, des Communications et de la Marine marchande |            | Cirilo del Río Rodríguez (es)           | DLR   |
| Ministre de la Marine                                                      |            | Francisco Javier de Salas González (es) | sans  |
| Ministre de l'Industrie de l'Agriculture et du Commerce                    |            | Joaquín de Pablo-Blanco Torres (es)     | PRR   |
| Ministre de l'Instruction publique et des Beaux-arts                       |            | Manuel Becerra Fernández (es)           | PRR   |
| Ministre sans portefeuille                                                 |            | Pedro Rahola (es)                       | PRC   |